# Liste des maires de Vannes
Liste des maires de la commune française de Vannes, préfecture du Morbihan en Bretagne.

## L'Hôtel de ville

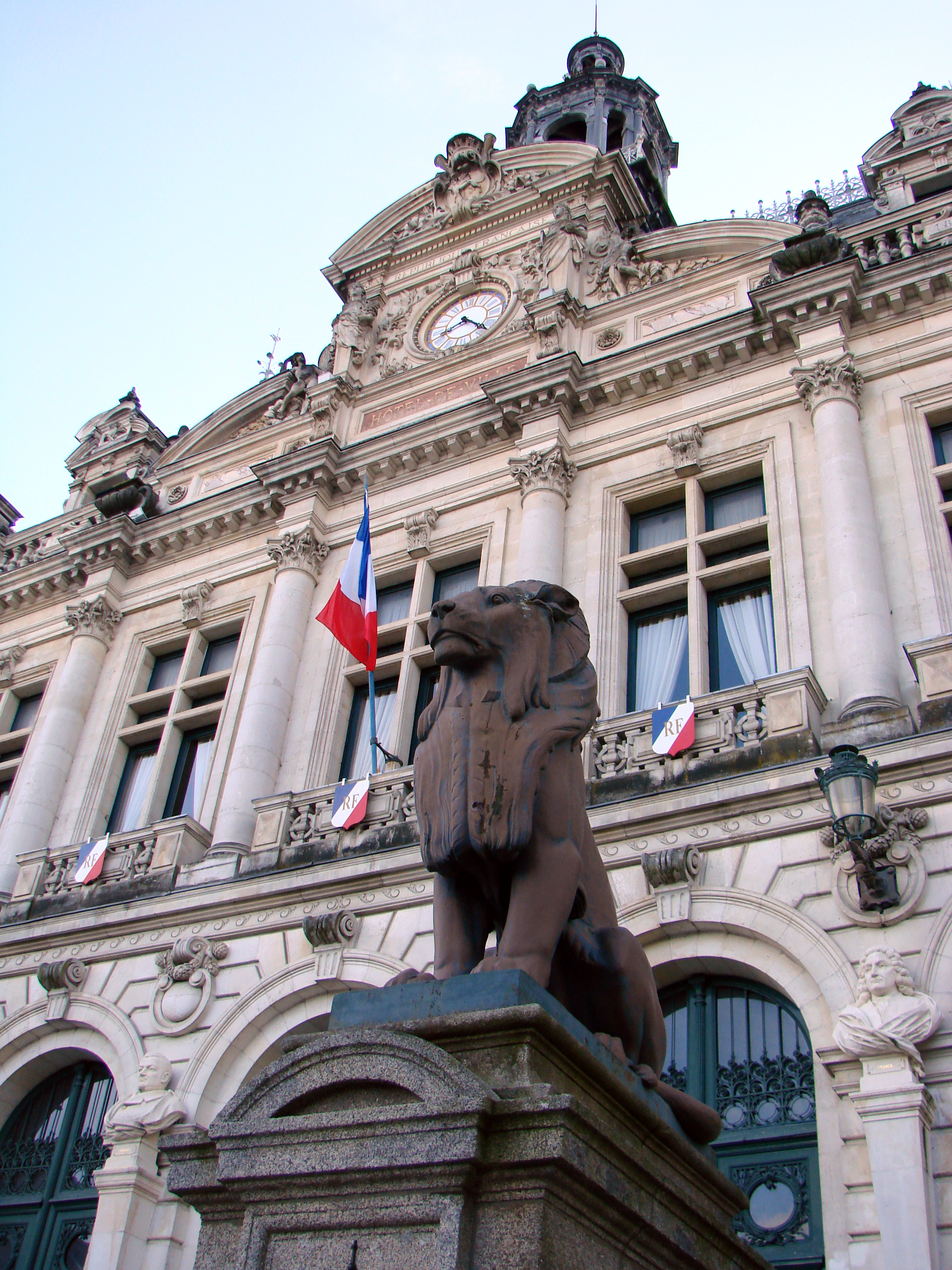
Hôtel de Ville de Vannes

## Liste des maires

### Sous l'Ancien Régime
| Nom                                       | Portrait | Parti | Début mandat | Fin mandat |
| ----------------------------------------- | -------- | ----- | ------------ | ---------- |
| Mathieu Le Clerc                          |          |       | 1693         | 1694       |
| Guimard d'Auzon                           |          |       | 1694         | 1694       |
| Le Bartz de Portblanc                     |          |       | 1694         | 1711       |
| Nouvel de Glavignac (lieutenant du maire) |          |       | 1711         | 1717       |
| Dutenos Le Verger                         |          |       | 1717         | 1720       |
| Laurens de Kercadio                       |          |       | 1720         | 1723       |
| Jean-Germain de Lestang                   |          |       | 1723         | 1723       |
| Pierre Sébastien Le Vaillant              |          |       | 1723         | 1747       |
| Joseph Ange Guillo du Bodan               |          |       | 1747         | 1755       |
| Jean Vincent Guillo du Bodan              |          |       | 1755         | 1761       |
| Louis François Gillot de Kerardene        |          |       | 1761         | 1778       |
| Alexandre Le Menez de Kerdelleau          |          |       | 1778         | 1789       |

### Depuis 1789
| Nom                                                | Portrait | Parti                | Début mandat     | Fin mandat        |
| -------------------------------------------------- | -------- | -------------------- | ---------------- | ----------------- |
| Barthélémy Ange Xavier Guillo du Bodan (1753-1842) |          |                      | 1789             | 1791              |
| François Malherbe                                  |          |                      | 1791             | 1793              |
| Lefeuvre                                           |          |                      | 1793             | 1794              |
| Jean-Augustin Péniguel                             |          |                      | 1794             | 1795              |
| François Mahé                                      |          |                      | 1795             | 1800              |
| Ambroise Laumailler (1752-1812)                    |          | Républicain          | 1800             | 1804              |
| François Augustin Mahé de Villeneuve (1752-1821)   |          |                      | 1804             | 1808              |
| Alexis de Lamarzelle (1765-1832)                   |          |                      | 1808             | 1815              |
| René du Plessis de Grenedan (1763-1824)            |          |                      | 1815             | 1824              |
| François-Marie Le Mintier de Lehellec (1753-1827)  |          |                      | 1824             | 1827              |
| François de Quifistre de Bavalan (1763-1841)       |          |                      | 1828             | 1830              |
| Jean-Yves Bourdonnay (1775-1842)                   |          |                      | 1830             | 1832              |
| Yves-Constant Reynier (1786-1872)                  |          |                      | 1832             | 1839              |
| Amand Tasle (1801-1876)                            |          |                      | 1839             | 1846              |
| Émile Burgault (1808-1891)                         |          |                      | 1846             | 1848              |
| Toussaint Dantu (1800-1868)                        |          |                      | 1848             | 1850              |
| Augustin de Lantivy de Trédion (1798-1865)         |          |                      | 18 juin 1850     | 1852              |
| François Jollivet de Castelot (1821-1854)          |          |                      | 1852             | 6 juin 1854       |
| Jean Lallement (1802-1872)                         |          |                      | 1854             | 17 novembre 1869  |
| Pierre Sébastien Aché (1799-1878)                  |          |                      | 17 novembre 1869 | 30 septembre 1870 |
| Jean Lallement (1802-1872)                         |          |                      | 4 octobre 1870   | 15 octobre 1870   |
| Émile Burgault (1808-1891)                         |          |                      | 15 octobre 1870  | 7 mars 1872       |
| Pierre Sébastien Aché (1799-1878)                  |          |                      | 7 mars 1872      | janvier 1875      |
| Alexandre Muiron (1801-1887)                       |          |                      | janvier 1875     | 21 janvier 1878   |
| Émile Burgault (1808-1891)                         |          | Républicain          | 21 janvier 1878  | mai 1888          |
| Charles Riou (1840-1927)                           |          | Droite conservatrice | mai 1888         | 11 mai 1908       |
| Eugène Le Pontois, (1840-1925)                     |          |                      | 11 mai 1908      | 14 mai 1912       |
| Lucien Priou (1870-1953)                           |          |                      | 14 mai 1912      | 1918              |
| Charles Marin (1853-1924)                          |          |                      | 7 décembre 1919  | 17 septembre 1924 |
| Maximilien Letoux (Le Toux)(1864-1925)             |          | Rad.                 | 28 octobre 1924  | 19 juin 1925      |
| Auguste Jégourel, (1875-1943)                      |          | Rad.ind.             | 12 juillet 1925  | 22 janvier 1933   |
| Maurice Marchais (1878-1945)                       |          | Rad.soc.             | 22 janvier 1933  | 20 novembre 1940  |
| Jean-Marie Allanic (1876-1953)                     |          | Rad.soc.             | 31 décembre 1940 | 29 mars 1941      |
| Edmond Gemain (1889-1972)                          |          | Rad.                 | 29 mars 1941     | 1944              |
| Sabine de La Barre de Nanteuil (1899-1972)         |          | MRP                  | 1944             | 1944              |
| Maurice Marchais (1878-1945)                       |          | Rad.soc.             | 4 août 1944      | 4 janvier 1945    |
| Gustave Thébaud                                    |          | Rad.                 | 23 janvier 1945  | 18 mai 1945       |
| Francis Decker (1885-1975)                         |          | MRP puis RI          | 18 mai 1945      | 21 mars 1965      |
| Raymond Marcellin (1914-2004)                      |          | RI puis PR           | 21 mars 1965     | 23 mars 1977      |
| Paul Chapel (1916-2005)                            |          | UDF-PR               | 23 mars 1977     | 14 mars 1983      |
| Pierre Pavec (d) (1926-2021)                       |          | UDF                  | 14 mars 1983     | 18 mars 2001      |
| François Goulard (1953- )                          |          | DL puis UMP          | 18 mars 2001     | 30 mars 2004      |
| Norbert Trochet (1934- )                           |          | UMP                  | 14 mai 2004      | 22 décembre 2006  |
| François Goulard (1953- )                          |          | UMP                  | 27 décembre 2006 | 6 avril 2011      |
| David Robo (1970- )                                |          | UMP-LR puis DVD      | 6 avril 2011     | en cours          |

## Sources
- (fr) Maires de Vannes, MairesGenWeb